# Martin von Bataille
Martin von Bataille (także Martin von de Bataille, ros. Мартин Якоблевич Фон Баталье) – działacz państwowy Imperium Rosyjskiego, wicegubernator kurlandzki zdymisjonowany za nadużycia finansowe.

## Życiorys
Brak informacji o dacie urodzin i śmierci. Martin von Bataille pełnił funkcję bibliotekarza na dworze cara Aleksandra I. Dnia 12 lutego?/24 lutego 1816 roku otrzymał nominację na wicegubernatora guberni kurlandzkiej na miejsce awansowanego do rangi gubernatora Emanuela von Stanecke. Urząd swój pełnił w randze radcy stanu (V cywilna w tabeli rang). Ponieważ dopuścił się on nadużyć finansowych, został we wrześniu 1824 roku zdymisjonowany, a jego miejsce zajął tymczasowy wicegubernator Johann Friedrich von Recke.